# Chott (auteur)
Pour les articles homonymes, voir Chott (homonymie).
Pierre Mouchot, né le 7 juin 1911 à Montbard (Côte-d'Or) et mort le 18 avril 1967 à Lyon,, plus connu sous son nom d'artiste Chott, est un dessinateur, scénariste et éditeur de bandes dessinées. Il est notamment connu pour avoir créé, avec Marcel Navarro, le personnage de Fantax.

## Biographie
Pierre Mouchot débute dans la vie active en tenant des emplois de bureau, tout en rêvant de travailler comme dessinateur. En 1938, il concrétise en partie ses ambitions en devenant illustrateur dans une société de cartonnage. Mobilisé en 1939, il est fait prisonnier l'année suivante et envoyé dans un camp de prisonniers situé en France ; il parvient à s'évader et rejoint sa famille à Lyon à l'automne 1940. Il trouve ensuite un travail de dessinateur à la société SAGE (future Sagédition), dirigée par Ettore Carozzo, qui a installé ses bureaux à Lyon après la défaite. Il fait, à cette époque, la connaissance de Marcel Navarro qui y travaille comme scénariste et rédacteur. Mouchot illustre des bandes dessinées, réalise des couvertures, et retouche les séries d'autres auteurs. En 1943, il s'installe dans l'Ardèche tout en continuant à travailler à distance pour la SAGE. Dans le même temps, en février 1941, il s'engage activement dans la résistance (réseau Alliance) et il grave des tampons pour fabriquer de faux papiers ; en 1944, participe aux combats de la libération en Ardèche.
Jusqu'en 1944, il dessine pour la SAGE des récits complets dans Aventures et Jumbo. On retrouve également son travail sur plusieurs titres des éditions Pic Nic en 1943 et 1947, ainsi que dans Wrill, Jeunesse nouvelle, Les Merveilleuses aventures. 
Après-guerre, il renoue avec Marcel Navarro qui cherche alors du travail après le déménagement des bureaux de la SAGE à Paris ; les deux hommes envoient plusieurs projets de bande dessinée à des journaux, et c'est avec Fantax, un personnage de super-héros, qu'ils trouvent le succès. Leur bande dessinée est publiée en 1946 dans le journal Paris-Monde illustré. Peu après, Mouchot dit « Chott » crée sa propre société, les Éditions Pierre Mouchot (plus tard rebaptisée Société d'éditions rhodaniennes), afin de publier le personnage dans une revue à son nom. Fantax est un très grand succès commercial : le premier numéro se vend à environ 90 000 exemplaires, ce qui représente un coup de maître pour un petit éditeur venant de monter son entreprise.
Il est à noter que Chott/Mouchot et les autres dessinateurs de son atelier ont, pour Fantax, une certaine tendance à plagier des pages issues de bandes dessinées américaines. Bien que cette pratique entraîne un procès avec la maison d'éditions de Cino Del Duca qui publie ces séries en France, cela n'empêche pas la société de Mouchot de prospérer, et de lancer d'autres titres comme Big Bill le casseur, qui contiennent aussi bien ses propres séries (dont il assure le dessin, ou le scénario, ou les deux) que celles d'autres artistes.
La promulgation de la loi du 16 juillet 1949 sur les publications destinées à la jeunesse conduit Mouchot à cesser préventivement la parution de Fantax, son titre-phare ; il continue cependant de publier ses autres revues, et lance notamment en 1955 Black Boy, une série racontant les exploits d'un super-flic qui n'est autre que le fils de Fantax.
Mais la nouvelle législation, et tout particulièrement la Commission de surveillance des publications pour la jeunesse créée par la loi de 1949, occasionnent de multiples tracas à Mouchot, qui subit de nombreux procès en raison du caractère « traumatisant » des bandes dessinées qu'il publie. Ces procédures, qui occasionnent de lourds frais d'avocat, lui infligent un véritable travail de sape financière. Fin 1957, la justice donne raison à Pierre Mouchot en déboutant les plaignants, et en soulignant que si ses revues dépeignent des crimes, elles permettent aux jeunes lecteurs de bien distinguer le bien du mal. Temporairement délivré des tracasseries administratives et judiciaires, il relance en 1959 Fantax, sans retrouver cependant — après dix ans d'interruption — le succès d'antan. Mais une décision de la cour de cassation annule le jugement de 1957, faisant repartir les procédures judiciaires de zéro.
En 1961, à la suite d'un énième procès lié au contenu de ses revues comme Big Bill le casseur et P'tit Gars, Mouchot est condamné à un mois de prison ferme et 500 francs d'amende, pour avoir montré « sous un jour favorable la violence et le banditisme ». Amnistié en raison de ses états de service pendant la guerre, il évite de purger sa peine. Mais, très éprouvé, il décide de fermer sa société et de quitter le milieu de l'édition. L'affaire de Pierre Mouchot marque profondément le milieu des éditeurs français de presse pour la jeunesse (Lug et autres) qui, dès lors, préfèreront s'autocensurer pour éviter de tels déboires,. Après les procès, Mouchot s'adonne à la restauration de tableaux.

## Séries
Liste non exhaustive
- Jumbo
- Pic et Nic
- Texas Bill
- Les Aventures fantastiques
- Fantax
- Big Bill le casseur
- Robin des Bois
- Gus et Gaëtan

## Livres
- Blanche-neige et le prince charmant, texte et dessins de Chott, Presses de Savoie, Lyon, 1942.
- Fantax l'intégrale,  éd. Connaître Chott :
  - Volume 1, 2011.
  - Volume 2, 2012.
  - Volume 3, 2012.
  - Volume 4, 2013.
- Mowg, fils de la brousse, Éditions Gordinne, 1947.
- Éditions du bleu et noir :
  - Big Bill le casseur, tome 1, 2012
  - Robin des Bois, tome 1, 2013